# هیلزبورو (آلاباما)
هیلزبورو (به انگلیسی: Hillsboro) شهری در شهرستان لاورنس ایالت آلاباما است که مساحت آن ۴٫۸۸ کیلومتر مربع است و در سرشماری سال ۲۰۱۰ میلادی، ۵۵۲ نفر جمعیت داشته و تراکم جمعیتی آن، ۱۱۳٫۱۱ نفر در هر کیلومتر مربع بوده است.